# Selva (Baleár-szigetek)
Selva egy község Spanyolországban, a Baleár-szigeteken. Selva Escorca, Campanet, Búger, Inca, Lloseta és Mancor de la Vall községekkel határos. Lakosainak száma 4294 fő (2024).

## Népesség
A település népessége az elmúlt években az alábbi módon változott:
| Lakosok száma | 2975 | 3112 | 3203 | 3515 | 3697 | 3858 | 3864 | 4014 | 4163 | 4294 |
|               | 2001 | 2004 | 2006 | 2009 | 2011 | 2014 | 2016 | 2019 | 2021 | 2024 |